# Monte Peloni (centro clandestino de detención)

Centro clandestino de detención "Monte Pelloni", Casco Viejo

Monte Pelloni fue un centro clandestino de detención (CCD) ubicado sobre la ruta N° 76, en cercanías de Olavarría, Provincia de Buenos Aires, que operó bajo la órbita del Ejército Argentino entre los años 1976 y 1978.

## Historia
A fines del sigo XIX, una familia de inmigrantes suizos de apellido Pelloni se instalaron en el lugar, un predio de 323 hectáreas cedido por las autoridades en el marco de las políticas de fomento al poblamiento y desarrollo rural. Los Peloni se dedicaron a la producción forestal, plantando frutales y otras especies de árboles al tiempo que se construían la vivienda y demás dependencias. Décadas después se desvincularon del predio, que fue recuperado en 1954 y conservó el nombre de los antiguos colonos.
El Regimiento de Caballería de Tanques 2 comenzó a utilizar legalmente la finca como espacio de entrenamiento.
A partir del inicio de la dictadura cívico militar de Argentina, en la ciudad de Olavarría se instaló una suerte de centro de planificación y ejecución de las acciones represivas de la zona. Por su ubicación y relativo aislamiento, Monte Pelloni fue acondicionado como centro clandestino de detención, operando en esta función entre septiembre de 1977 y mediados de 1978.

## Declaración
Araceli Gutiérrez, ex detenida en Monte Pelloni, brindó su testimonio, que se sumó al de otras víctimas, en el marco de las investigaciones desarrolladas por la CONADEP. Estas declaraciones forman parte de los expedientes de tres causas por delitos de lesa humanidad que se tramitan ante la justicia federal de la localidad de Azul, Provincia de Buenos Aires.

## Juicio de Monte Pelloni I
El 22 de septiembre de 2014 comenzó el Juicio de Monte Pelloni I donde declararon varios sobrevivientes, entre ellos los residentes en Olavarría Lidia Araceli Gutiérrez, Carmelo Vinci, Carlos Genson y Osvaldo “Cacho” Fernández.
En diciembre de 2014 fue condenado a reclusión perpetua el general (R) Aníbal Ignacio Verdura, el capitán (R) Walter Grosse y al suboficial (RE) Omar Ferreyra, por resultar los máximos responsables de los delitos de lesa humanidad cometidos en la ciudad de Olavarría. Se espera que continúen las investigaciones a fin de llevar ante la justicia a otros 70 acusados, entre militares, policías y agentes penitenciarios en lo que sería la causa "Monte Pelloni II".

## Señalización
Monte Peloni fue señalizado en 2008 como parte del Programa Provincial de Sitios de Memoria.